# Apeadeiro de Penedo Gordo
O Apeadeiro de Penedo Gordo é uma interface encerrada da Linha do Alentejo, que servia a localidade de Penedo Gordo, no concelho de Beja, em Portugal.

## História
Este apeadeiro encontra-se na chamada Variante de Beja, que alterou o traçado da Linha do Alentejo entre Beja e Santa Vitória-Ervidel. A Variante de Beja entrou ao serviço em 1971.
No dia 1 de Janeiro de 2012, a operadora Comboios de Portugal suspendeu todos os serviços entre Beja e a Funcheira, tendo apresentado como argumento a reduzida procura neste troço.